# Rhyacophila kondratieffi
Rhyacophila kondratieffi là một loài Trichoptera trong họ Rhyacophilidae. Chúng phân bố ở miền Tân bắc.